# Tuerckheimia valeriana
Tuerckheimia valeriana är en bladmossart som beskrevs av Robert Zander 1978. Tuerckheimia valeriana ingår i släktet Tuerckheimia och familjen Pottiaceae. Inga underarter finns listade i Catalogue of Life.